# غيلان (بيش كوه زلاغي)
غیلان (بالفارسية: گیلان) هي قرية تقع في إيران في قسم بیش کوه زلاغي الریفي. يقدر عدد سكانها بـ 33 نسمة بحسب إحصاء 2016.